# الكسندر سميت
الكسندر سميت (بالهولندية: Alexander Smit)‏ هو لاعب كرة قاعدة هولندي، ولد في 2 أكتوبر 1985 في Geldrop ‏ في هولندا.

## وصلات خارجية
- الكسندر سميت على موقعبيزبول رفرنس.كوم (الدوري الثانوي) (الإنجليزية)
- الكسندر سميت على موقع أوليمبيديا (الإنجليزية)